# Такаока, Рэнто
Рэ́нто Такао́ка (яп. 高岡 伶颯; 12 марта, 2007, Миядзаки, Япония) — японский футболист, нападающий английского клуба «Саутгемптон», выступающий на правах аренды за французский «Валансьен».

## Клубная карьера
Рэнто — воспитанник японских школ «Мимата» и «Ниссё Гакуэн». Летом 2024 года английский клуб «Саутгемптон» объявил о подписании контракта с Такаокой. Рэнто присоединился к команде 12 марта 2025 года, после того как ему исполнилось 18 лет.

## Карьера в сборной
В 2023 году Такаока в составе сборной Японии до 17 лет принял участие в победном для его страны Кубке Азии, а также вместе с командой дошёл до 1/8 финала чемпионата мира, забив гол в матчах против Польши и Аргентины и оформив дубль в ворота Сенегала.

## Достижения
Сборная Японии (до 17 лет)
- Обладатель Кубка Азии до 17 лет: 2023